# Jugendburg Streitwiesen

Streitwieser Wappen

Die Burg Streitwiesen ist eine freie Begegnungsstätte der Jugendbewegung. Die Höhenburg liegt im Weitental im niederösterreichischen Waldviertel in der Nähe von Melk an der Donau.

## Jugendburg
Die Burg ist Eigentum des eingetragenen Vereins „Bund zur Errichtung und Erhaltung einer Österreichischen Jugendburg“ mit Sitz in Wien. Der Bund versteht seine Aufgabe als Verwalter und Hüter der Burg. Im ideellen Sinne sehen sich die Mitglieder als Diener des Jugendburggedankens, welcher der Jugend die Tätigkeiten der Administration, Verwaltung, Behördengänge und Geldbeschaffung abnimmt und ihr so ein freies, gemeinschaftliches Leben und Entfalten auf der Jugendburg ermöglicht. Die Gruppen kommen zur Jugendburg, um ihren ideellen Beitrag an ihr zu leisten. Gemeinsam wurde so in zahlreichen Bauhütten über 50 Jahre hinweg aus einer dem Verfall preisgegebenen Ruine eine Jugendburg erschaffen, die jährlich hunderten jungen Menschen Raum zur freien Entfaltung bietet. Inhalte dieses Jugendlebens sind neben dem ständigen Ausbau und der Erhaltung der Burg auch das Werken, künstlerische Betätigungen, vor allem im musischen Bereich, und das Durchwandern des Waldviertels.

## Geschichte
Streitwiesen ist die Stammburg eines österreichischen Ministerialengeschlechtes und wird 1144 erstmals urkundlich genannt. Ein Angehöriger aus dem Geschlechte der Herren von Stiefern kommt in den Besitz der Veste und nennt sich von da an nach diesem Besitz Ozo von Streitwiesen. Im Laufe der Geschichte wechselte die Burg oftmals ihre Besitzer. 1972 wurde sie von einem Führerkreis der Jugendbewegung gekauft und zur Österreichischen Jugendburg ausgebaut.

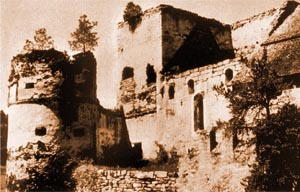
Streitwiesen 1972 beim Kauf durch den Bund zur Errichtung und Erhaltung einer Österreichischen Jugendburg

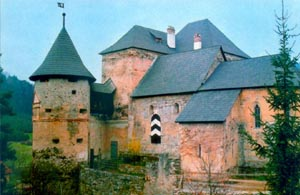
Streitwiesen 1990 renoviert und wiedererrichtet durch zahlreiche Bauhütten bündischer Gruppen

### Chronologie der wichtigsten Besitzer
- 1144–(1396) 1434: Streitwieser – 1144 erstmals urkundlich genannt; Streitwiesen ist die Stammburg eines österreichischen Ministerialengeschlechtes. Ein Angehöriger aus dem Geschlechte der Herren von Stiefern kommt in den Besitz der Veste und nennt sich von da an nach diesem Besitz, Ozo von Streitwiesen. 1396 ist das Geschlecht im Mannesstamm erloschen.
- 1434–1443: Fleischess – österreichisches Adelsgeschlecht; erstmals 1277 genannt, belehnt zu Arndorf (1371); erloschen 1445.
- 1443–1546: Schrott (Adelsfamilie) – österreichischer Zweig des steirischen Uradelsgeschlechts.
- 1536–1552: Kernparn – Landmanngeschlecht im Ritterstand, sonst ist von dieser Familie nichts weiter vorfündig; spätestens 1560 erloschen.
- 1550–1584: Rot von Reinprechtspölla – österreichisches Landadelsgeschlecht; ansässig auf Streitwiesen bis etwa 1580; Erbauer aller Renaissance-Objekte und der südlichen Außenmauer mit den runden Ecktürmen.
- 1797–1918: Habsburg-Lothringen – 1797 gelangen Gut und Burg Streitwiesen an die Herrschaft Pöggstall und damit in Besitz der Familie Habsburg-Lothringen.
- 1919–1938: Nach dem Ersten Weltkrieg gelangte das Gut Streitwiesen in den Besitz des Kriegsgeschädigtenfonds, später unter die Verwaltung der Bundesforsten gestellt, die es nach Auflösung des Kriegsgeschädigtenfonds für die Republik Österreich in Besitz nahmen.
- 1938–1945: Mit dem Anschluss an Deutschland wurde das Gut Streitwiesen Eigentum des Deutschen Reiches und unter die Verwaltung des Reichsforstamtes gestellt.
- 1945–1955: Mit dem Ende des Zweiten Weltkriegs kommt das Gut Streitwiesen unter die Verwaltung der sowjetischen Besatzungs-Kommandantur.
- 1955–1972: Nach der Unterzeichnung des österreichischen Staatsvertrages wird die Ruine Streitwiesen wieder Eigentum der Republik Österreich und erneut von den Österreichischen Bundesforsten verwaltet.
- 1972: Erwarb der Bund zur Errichtung und Erhaltung einer Österreichischen Jugendburg die Ruine Streitwiesen und baute sie fortan zur Jugendburg aus.

Bauhütte auf Streitwiesen 2001

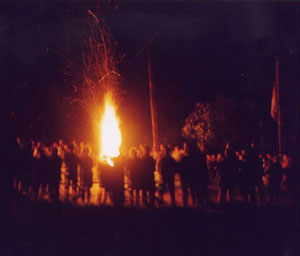
Bauhüttenfest auf Streitwiesen 2003

### 1972 bis heute
Seit dem Erwerb durch den Bund zur Errichtung und Erhaltung einer österreichischen Jugendburg wurde die Burg restauriert und nach über 150 Jahren des Verfalls wieder einer sinnvollen Nutzung geöffnet. Im Sommer 1972 kauften elf ehemalige Gruppenführer des Österreichischen Pfadfinderbunds, dem Bund zur Errichtung und Erhaltung einer österreichischen Jugendburg, die Burgruine Streitwiesen mit der Absicht, der Jugend, besonders den konfessionell und parteipolitisch unabhängigen Vereinigungen und Bünden, einen eigenständigen Ort der Begegnung zu schaffen und außerdem ein kulturhistorisch wertvolles Denkmal ihrer Heimat zu erhalten und ihm einen neuen, sinnvollen Inhalt zu geben.
Geprägt vom eigenen Erleben in der Pfadfinderzeit und dem Vorbild der Nerotherburg Waldeck im Hunsrück wollten sie eine Jugendburg gestalten, die allen jugendbewegten Menschen, Gruppen und Bünden ihrer Heimat und darüber hinaus der großen Gemeinschaft Gleichgesinnter in aller Welt Heimstatt und kulturelles Zentrum sein will. Ziel war die Schaffung einer Jugendburg, die genug Raum gibt, um den Tabus und Konventionen der Gesellschaft zu entgehen und an ihrer Stelle die freizügige Entfaltung des jugendlichen Menschen und seiner selbstgewählten Gemeinschaft aus eigener Bestimmung, vor eigener Verantwortung und mit innerer Wahrhaftigkeit gewährleistet.
Zum Vorsitzenden wurde Karl Turetschek gewählt. Unter seiner Führung wurden im südwestlichen Teil der Burg das Langhaus, die Kapelle, der Südwestturm und später auch der Palas wiedererrichtet und bewohnbar gemacht. In den folgenden 25 Jahren wurde Streitwiesen zum internationalen Treffpunkt der Jugendbünde. Zahlreiche Lager und Treffen wurden abgehalten. Streitwiesen wurde in der bündischen Jugend weit über die Grenzen Österreichs hinaus bekannt.
1997 wurde Franz Zimmermann zum neuen Vorsitzenden, des Bundes zur Errichtung und Erhaltung einer österreichischen Jugendburg, gewählt. Unter seiner Führung wurde der Bergfried mit einem unglaublichen Finanzaufwand saniert. Franz Zimmermann führte den Bund basisdemokratisch. Da der Bund lange Zeit nicht darauf geachtet hatte, eigenen Nachwuchs zu forcieren, fehlten ihm in den Reihen der Engagierten fast zwei Generationen. Aus diesem Grund engagierten sich verstärkt ältere Kräfte, welche der Jugendbewegung längst entwachsen, ja ihr oft völlig entfremdet waren.
2005 wurde Stefan Illek zum neuen Vorsitzenden gewählt und führt den Bund bis heute. Ihm gelang es, die junge Generation zu vereinen und zugleich das Vertrauen vieler Älterer – darunter auch Franz Zimmermann – zu gewinnen. Dadurch wurde ein umfassender Generationswechsel möglich und vollzogen.
Die neue Führungsriege ist stark vom Geist des Wandervogels geprägt und hat insbesondere durch die wiedererstarkte Bauhütte zusammengefunden. Seit 1998 hat sich – ähnlich wie in den Anfangsjahren – die Bauhütte wieder als permanente Einrichtung etabliert. In kontinuierlichen Arbeitseinsätzen, wie der Sanierung des Südostturms im Jahr 2007, die Erweiterung des Burghofes 2010 oder die Errichtung des Torbogens 2012, wird die Bauhütte seither als tragende Säule der Burggemeinschaft der Jugendburg gelebt.
Die Burg hat sich, seit dem Generationswechsel 2005, wieder ein klares jugendbewegtes Profil gegeben. Ein weiterer Meilenstein dieser Entwicklung war die Erarbeitung des Streitwieser Manifests zur 50-Jahr-Feier der Jugendburg Streitwiesen im Jahr 2022. Dieses Manifest beruht auf der Vision der Gründer von 1970, setzt auf eine klare Positionierung in unserer Zeit und grenzt sich bewusst von der fortschreitenden Verwässerung der Jugendbewegung ab.